# Edmond Thomas Quinn
Pour les articles homonymes, voir Quinn.
Edmond Thomas Quinn, né en 1868 à Philadelphie et mort en septembre 1929 à New York, est un sculpteur et peintre américain.
Il a étudié à la Pennsylvania Academy of the Fine Arts sous la formation de Thomas Eakins. Il a travaillé également avec Jean-Antoine Injalbert.
Il est surtout connu pour son bronze Edwin Booth as Hamlet, qui se trouve au centre du Gramercy Park de New York.